# Экология Тольятти
Экологическая ситуация в Тольятти, как и во многих других промышленных центрах, весьма напряжённая. Плотность промышленной застройки в городе примерно в 3—4 раза больше, чем в среднем по России. Из-за этого заметно возрастает и объём загрязнений окружающей среды. Однако, негативный эффект от наличия крупных химических производств существенно ниже, чем в других городах, благодаря современным технологиям проектирования застройки районов города. Наличие существенных лесных массивов между городскими районами тоже играет свою положительную роль. Однако площадь зелёных насаждений общего пользования непосредственно на жилой территории составляет всего 41,9 % от норматива (10,3 м² от 24,6 м² положенных на человека).

## Загрязнение атмосферы

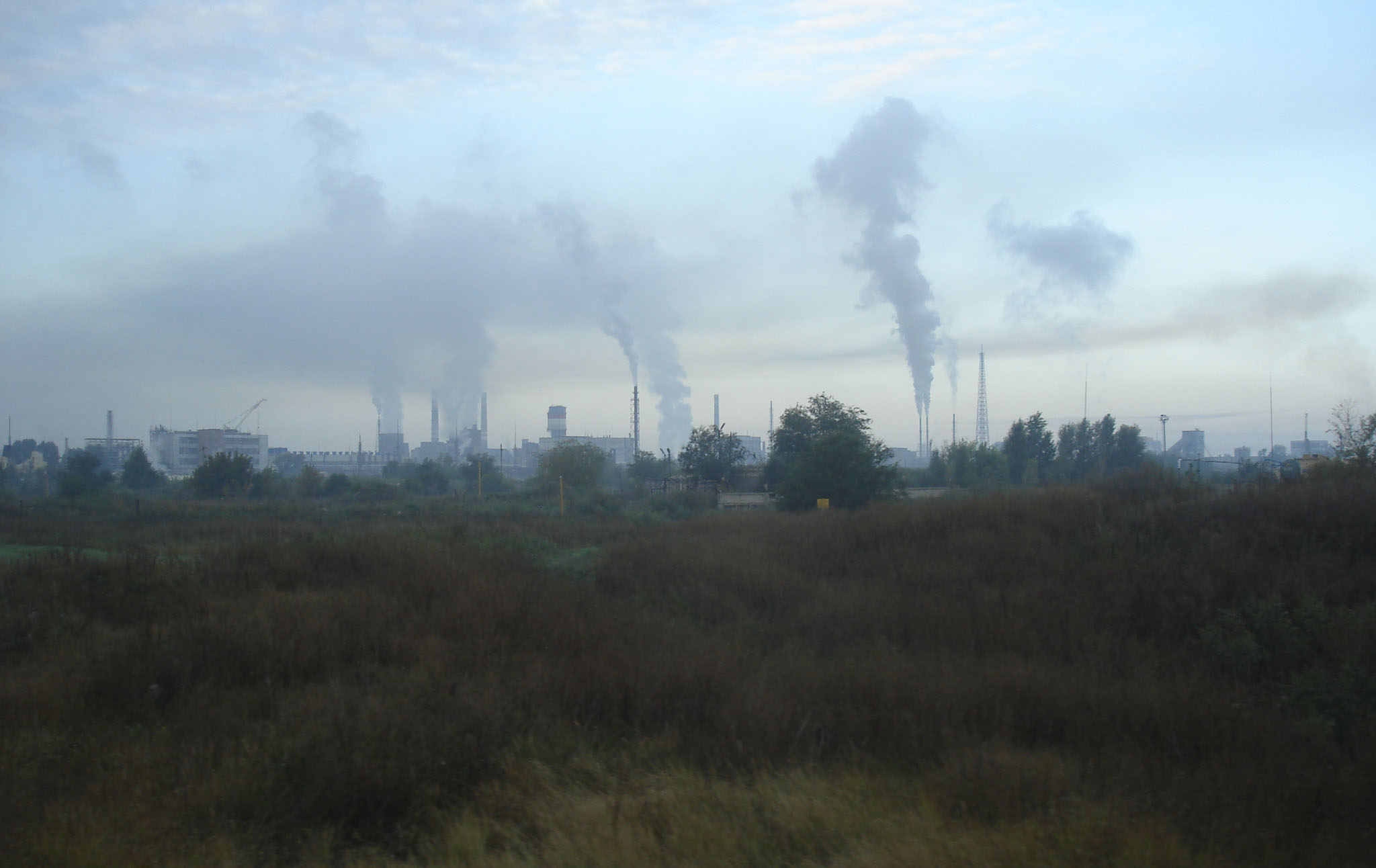
Атмосфера «Большой химии» города

По условиям рассеивания загрязнений Тольятти относится к зоне с повышенным потенциалом загрязнения атмосферы. Неблагоприятные метеорологические условия в городе составляют до 30 % в год: штили (среднегодовая повторяемость 13 %) и слабые ветры (повторяемость ветров до 1 м/сек — 27 %) часто способствуют накоплению примесей в приземном слое атмосферы.
Основным стационарным источником загрязнений являются предприятия Центрального района города (63,2 % из них ТЭЦ 33,7 %), на Автозаводский район относят 26,2 % выбросов (17,9 % — ТЭЦ ВАЗа), а на Комсомольский всего 10,6 %. Специфика выбросов характерна для теплоэнергетики, выбросы которой составляют более половины загрязнений (51,6 %). В городском воздухе постоянно наблюдается превышение предельно допустимых концентраций по формальдегиду — 3,7 ПДК; диоксиду азота — 1,1 ПДК; бензапирену — 1,9 ПДК; гидрофториду — 1,2 ПДК; аммиаку — 1,7 ПДК.
Город застраивался и проектировался с учётом розы ветров: все промышленные предприятия находятся на северо-востоке от жилых кварталов, то есть практически всегда с подветренной стороны, так как преобладающими ветрами являются ветра южного и юго-западного направлений в холодный период года и западных и северо-западных в тёплый. Наиболее благоприятный ветровой режим для проветривания в Автозаводском районе, построенном позже остальных. Это связано с продольным расположением широких автодорог, отсутствием леса на берегу Волги, характером застройки. Однако эти же ветра способствуют переносу загрязнений в атмосферу города из других промышленных центров с соседних территорий, а жители Автозаводского района зимой чаще обращаются к врачам по поводу респираторных заболеваний.
В настоящее время одними из основных источников загрязнения города являются 8 крупных промышленных предприятий городского округа Тольятти: ООО «Тольяттикаучук», ОАО «Тольяттиазот», Тольяттинская ТЭЦ, ОАО «АвтоВАЗ», ТЭЦ ВАЗа, ОАО «Куйбышевазот», ОАО «Волгоцеммаш», ОАО «Тольяттинский трансформатор». Их валовый выброс загрязняющих веществ составил в 2011 году 29 228 тонн.
Однако в последние годы не промышленность является основным источником загрязнения воздуха. Если в 1990 году объём выбросов от стационарных источников составлял 103,2 тыс. тонн, то в 2001, 2002 и 2003 годах эта цифра составляла уже 43,7; 34,9 и 32,8 тыс. тонн соответственно. На первую роль вышло загрязнение, производимое автомобильным транспортом. С 29 % в 1988 году доля валовых выбросов автотранспорта выросла до 59 % в 2004 году, что однако ниже, чем в Самаре, где этот показатель равен 76 %.
Индекс загрязнения атмосферы (ИЗА) незначительно меняется год от года (12 — 2002 год, 10,4 — 2005 год), но остаётся высоким. По оценкам специалистов, Тольятти, с территорией около 315 км², своими выбросами отрицательно воздействует на территорию площадью до 744 км².

## Загрязнение водного бассейна
Сложная экологическая ситуация сложилась с Куйбышевским водохранилищем. Приплотинная зона водохранилища, у которой находится Тольятти, является самой неблагополучной среди верхних Волжских и Камских водохранилищ. На участке от Казани до приплотинной части во всех пробах отмечается высокое содержание кадмия, ртути, фенолов, нефтепродуктов. Непосредственно в приплотинной зоне средние значения ПДК по нефтепродуктам превышаются в 1,5 раза, по фенолам — в 3,5 раза, по меди и марганцу — в 8 раз, а максимально разовые значения ПДК превышаются по нефти в 25—28 раз, по меди и фенолам — в 30 и более раз.
Куйбышевское водохранилище слабопроточное, что способствует заиливанию и накоплению загрязнений. Так как значительная часть домов снабжается водой из Куйбышевского водохранилища, то случаются факты того, что у горожан из-под кранов льётся вода со значительными примесями, слабо поддающимися фильтрации, которую нельзя назвать питьевой.
Основным источником загрязнения водохранилища являются сбрасываемые сточные воды в городах выше по течению Волги: Ульяновске, Набережных Челнах, Нижнекамске, Чистополе. Постоянные промышленные сбросы, содержащие азот и фосфор, являются причиной чрезвычайного распространения одноклеточных сине-зелёных водорослей, которые нередко становятся причиной гибели рыбы и птицы. Вода на городских пляжах начинает «цвести» уже к концу июня. Общую загрязнённость Куйбышевского водохранилища относят к 3 «а» классу качества из 5 возможных — «весьма загрязнённая». Коэффициент комплексности загрязнённости воды равен 25 %.
Состояние подземных источников водоснабжения оценивается как удовлетворительное, но существует угроза их загрязнения из-за загрязнения почвы по периметру месторождений и возникающей вследствие этого высокой скорости фильтрации (до 20 м/сут.), деградации лесного массива, развития поливного земледелия. Уровень грунтовых вод в результате изменения гидрологического режима за последние 25—30 лет повысился на 10—15 м и более и продолжает повышаться в среднем на 0,2—0,4 м/год. Это приводит к подтоплению территорий, засолению земель и ухудшению водообмена между поверхностными и подземными водами.

## Электромагнитное загрязнение
В целом электромагнитная обстановка в городе характеризуется существенной неоднородностью и нестабильностью. Близость к такому источнику электромагнитного излучения как Жигулёвская ГЭС приводит к тому, что в районе плотины уровень фона превышает допустимый в тысячи раз. И примерно в 30 раз выше максимально допустимого уровень электромагнитного поля вдоль многочисленных высоковольтных линий электропередач. Заметное влияние на карту электромагнитных полей города оказывают наружные силовые кабели в промзоне, а также троллейбусные линии.

## Шум
Средний уровень шума по городу равен 67,2 децибела, что примерно соответствует уровню шума в Москве. Санитарной нормой в России является 55 децибел.

## Мусор
Ежегодно только на крупных предприятиях Тольятти образуется 1,5 тонны твёрдых бытовых отходов на каждого горожанина. Бытовые отходы в городе составляют 0,65 м³ на человека, что выше общероссийской цифры в 0,47 м³. Часть мусора идёт на переработку, но действующий в городе единственный в области завод по переработке твёрдых бытовых отходов позволяет переработать только до 50 % производимого городом мусора. На заводе работает лишь первая очередь, и компост (основной продукт предприятия) после единственного цикла переработки оказывается непригоден для использования в качестве удобрения и остаётся по-прежнему мусором. Перерабатывается лишь пластик и некоторые другие виды отходов.
В 2009 году был запущен комплекс по сортировке отходов, позволяющий не утилизировать на полигонах мусор, пригодный к дальнейшей переработке. Мощности комплекса позволяют сортировать отходы не только из Тольятти, но и Ставропольского района и Жигулёвска.